# Agapiusz Rzymski
Agapiusz (zm. 259) – biskup, męczennik wczesnochrześcijański i święty Kościoła katolickiego.
Zginął śmiercią męczeńską w czasie prześladowań za cesarza Waleriana I. Cesarz wydał dwa dekrety: pierwszy zakazywał chrześcijanom wszelkich czynności liturgicznych i gromadzenia się, a drugi nakładał wysokie kary na wyznawców Chrystusa należących do dworu cesarza. Prawdopodobnie w 259 Agapiusz został umęczony w Cyrcie lub w Lambesis wraz z biskupem Sekundynem, lektorem Marianem, diakonem Jakubem i innymi osobami.
Jego święto jest obchodzone 29 kwietnia.